# 목포부

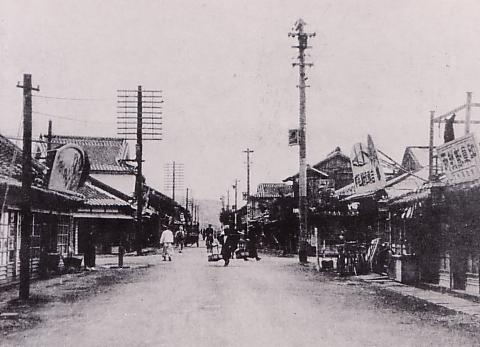
일제강점기때의 목포부

목포부(木浦府)는 일제강점기와 광복 후 1949년까지 존재했던 행정 구역으로, 현재의 대한민국 전라남도 목포시에 해당한다. 조선시대에는 23부제의 나주부의 무안군 지역이였으며, 1896년에 13도제가 시행되면서 무안군으로 개편되었으며, 1897년 목포가 개항하면서 1906년 무안부로 승격되었다. 일제강점기에 들어서 1910년 9월 30일 공포, 10월 1일 시행된 〈조선총독부지방관관제〉에 따라 무안부가 목포부로 개칭되었다. 현재 구 목포 일본영사관의 건물이 부청사로 사용되었다. 그로부터 4년 뒤 1914년 4월 1일 목포부가 분해되어, 도시 지역인 부내면만 목포부로 남고, 부내면을 제외한 목포부의 나머지 면과 지도군 전역, 진도군 도초면·안창면·기좌면, 완도군 팔금면이 무안군으로 개편되었다. 1949년 목포부가 목포시로 개칭되어 현재에 이른다.

## 행정구역 변천
- 1896년 8월 4일 조선시대의 23부제중의 하나인 나주부 무안군이 13도의 무안군으로 개편되었다.
- 1906년 10월 1일 무안군이 무안부로 승격되었다.
- 1910년 10월 1일 무안부가 목포부로 개칭되었다.
- 1914년 4월 1일 목포부에서 도시 지역인 부내면만 목포부로 남고, 부내면을 제외한 목포부의 나머지 면과 지도군 전역, 완도군 팔금면, 진도군 도초면이 무안군으로 개편되었다.

| 조선총독부령 제111호                                  |                    |
| 구 행정구역                                           | 신 행정구역        |
| 목포부 현화면(玄化面), 다경면(多慶面)                 | 무안군 현경면 일원 |
| 목포부 진하산면(珍下山面)                             | 무안군 해제면 일부 |
| 목포부 이서면(二西面), 일서면(一西面)                 | 무안군 청계면 일원 |
| 목포부 엄다면, 신로면(新老面)                         | 함평군 엄다면 일원 |
| 목포부 금동면(金洞面), 진례면(進禮面), 좌촌면(佐村面) | 함평군 학교면 일원 |
- 1947년 4월 1일 일본식 정(町)명이 한국식 동명으로 개정되었다. (죽동, 온금동, 양동, 대성동, 남교동, 북교동은 동명 유지)

| 동의명칭변경에관한규정 | |
| 구 행정구역 (법정동) | 신 행정구역 |
| 목포부 금정(錦町)1·2정목, 영정(榮町)1·2정목, 서정(曙町)1~3정목, 축정(祝町)1~3정목, 상반정(常盤町)1·2정목, 수정(壽町)1·2정목, 보정(寶町)1~3정목, 행정(幸町)1·2정목, 본정(本町)1~3정목, 중정(仲町)1·2정목, 경정(京町)1·2정목, 대화정(大和町)1~3정목, 해안통1~4정목 | 목포부 금동1·2가, 영해동1·2가, 광동1~3가, 축복동1~3가, 상락동1·2가, 수강동1·2가, 보광동1~3가, 행복동1·2가, 중앙동1~3가, 중동1·2가, 경동1·2가, 대의동1~3가, 해안동1~4가 |
| 목포부 앵정(櫻町), 욱정(旭町), 명치정(明治町), 대정정(大正町), 송도정(松島町), 산수정(山手町), 하정(霞町), 항정(港町), 복산정(福山町), 호남정, 창평정, 유정 | 목포부 금화동, 서산동, 대안동, 명륜동, 동명동, 유달동, 측후동, 항동, 복만동, 호남동, 창평동, 유동                                                                      |
- 1949년 8월 15일 목포부가 목포시로 개칭되었다.

## 도시의 발전

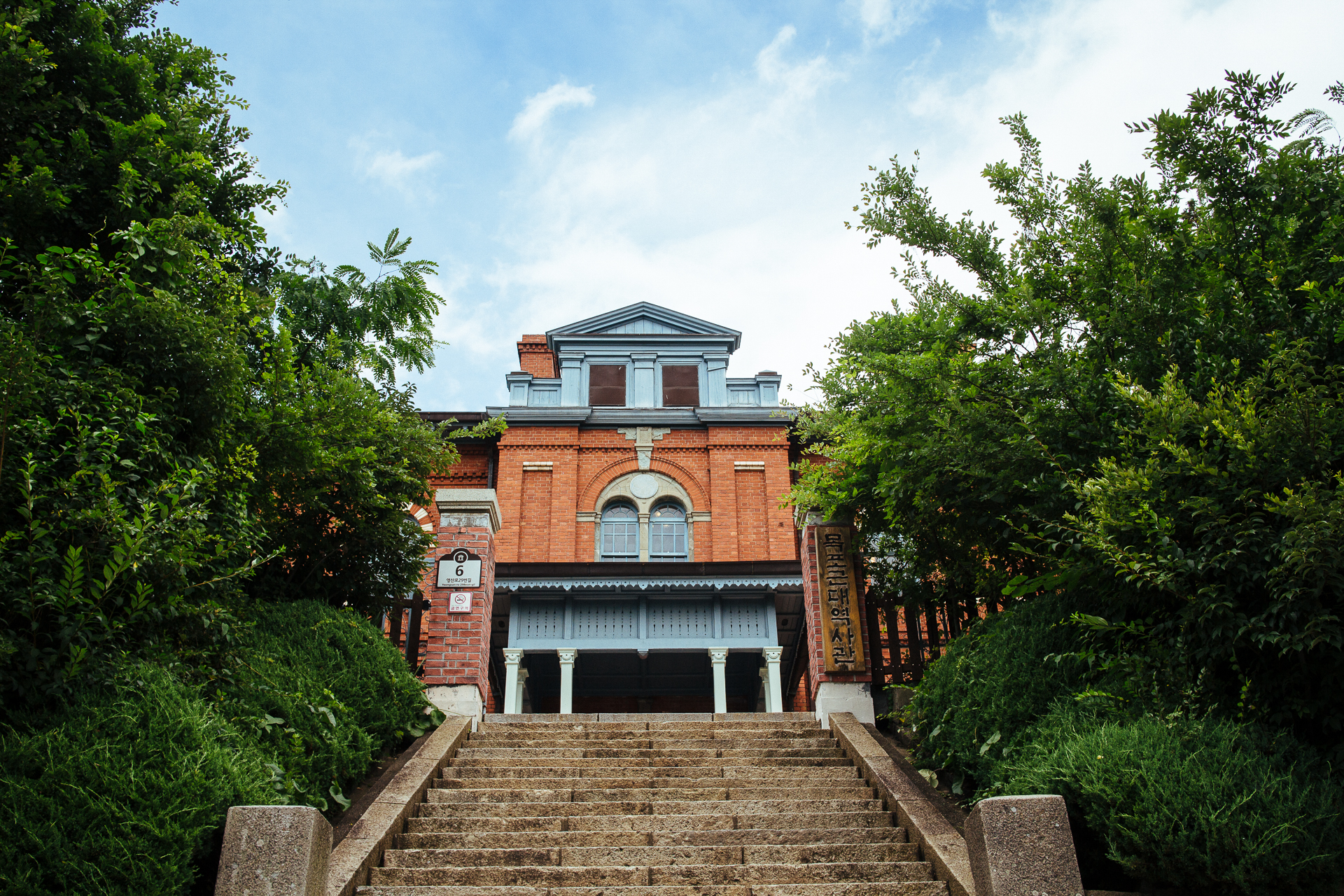
구 목포 일본영사관 건물 (1900년 건립, 현 목포근대역사관)

목포가 1897년 10월 1일에 개항한 이후 완도를 통해 이어지던 뱃길에 항상 목포가 끼게 되었고 목포-제주 사이를 정기적으로 항해하는 기선이 생겨났다. 1921년 설립된 순항선조합의 선박을 비롯해 인천, 부산, 여수를 오가던 배들은 목포를 중간 기착지로 삼아 항해를 이어나갔다.
1914년에는 호남선 철도가 개통되면서 대전-목포간 철로가 개설되었다. 이미 목포항의 기능을 곡물 수탈로 설정한 일제는 1920년 동양척식주식회사 목포지점을 설치했고 이 건물은 지금까지 남아 목포근대역사관으로 쓰이고 있다.
철도, 조선, 수산가공업이 본격화되면서 조선인들은 각지에서 몰려들어 일거리를 찾았다. 일본인 거주지역에 가깝게 자리를 잡기 위해 작은 움막 따위를 지어 좁디 좁은 골목을 만들어 지냈다고 한다. 그 자리는 옛 공동묘지로서 조선총독부가 허가하면서 겨우 거주가 허락된 곳이었다. 각종 시설이 들어서는 한편 목포극장이 생겨났다. 서울을 비롯해 대도시에서 내국인이 소유하고 있던 극장은 서울의 단성사와 광주의 광주극장, 목포극장 세 곳뿐이었다. 그리하여 1926년에는 인구가 33,244명으로 급증하여 대도시로 성장했다. 그 중에 일본인이 1/4가량 되었다.
1932년에는 무안군 일부 지역 편입으로 면적이 늘어나는 한편 인구 6만의 6대 도시로 성장했다. 당시 목포항에 모이던 물품은 一黑(김) , 三白(면화, 쌀, 소금)의 집산지로 널리 알려지게 되었다. 일본인들은 전북에 쌀의 군산이 있다면 전남에는 면의 목포가 있다고 했는데, 1930년대 초 목면공장의 수가 20여 곳에 이르렀던 조선 제일의 목면 수출항이었다. 이 목면은 일본 간사이의 한신 지역으로 주로 팔려나갔다.